# Coracistis erythrocosma
Coracistis erythrocosma är en fjärilsart som beskrevs av Edward Meyrick 1897. Coracistis erythrocosma ingår i släktet Coracistis och familjen signalmalar. Inga underarter finns listade i Catalogue of Life.